# Бутеневы
Бутеневы (Бутенёвы) — графский и три древних дворянских рода.
По Именному Высочайшему указу (09.06.1893) право на присоединение герба графов Хрептовичей к собственному переходило ко всему роду Бутеневых, поскольку в отношении герба (в отличие от титула и фамилии) ограничения не последовало.
Именным Высочайшим указом (20 января 1899) отставному коллежскому асессору Константину Бутеневу предоставлено право присоединить к его фамилии и гербу принадлежавшие его покойным дяде и брату фамилию, титул и герб графов Хрептовичей и именоваться впредь графом Хрептовичем-Бутеневым, с тем, чтобы в нисходящем его, Бутенева потомстве фамилия Хрептович и графский титул переходили всегда к одному только к старшему в роде.

## Происхождение и история рода
1. Родоначальник — Афанасий Бутенев, жил в начале XVII века. Его сын Василий, новгородский помещик, записан в VI часть дворянской родословной книги Новгородской губернии.
2. Родоначальник — Роман Бутенев, которому «за московское осадное сиденье» Василий Шуйский пожаловал поместье в Белевском уезде, и записан в VI часть родословной книги Тульской губернии. Из этого рода происходили: Пётр Семенович Бутенев (1751—1817), служивший в Преображенском полку, а потом по выборам в Тульской и Калужской губерниях, городничий в Кашире. Его сыновья Иван Петрович (1802—1836) — капитан 2-го ранга, герой Наваринского сражения и Аполлинарий Петрович, женатый во втором браке на графине Марии Иринеевне Хрептович и имевший от этого брака сыновей: Михаила и Константина. Первому было дозволено именоваться графом Хрептович-Бутеневым (1893), а второму — (1899). Фёдор Иванович Бутенев (1772—1824), член правления Олонецких горных заводов. Его сыновья — Николай Фёдорович (1803—1871) — генерал-лейтенант, начальник Олонецких горных заводов и Константин Фёдорович (1805—1863) — генерал-лейтенант, директор Санкт-Петербургского Технологического института. Семён Иванович (1831—1896), генерал-лейтенант.
3. Родоначальник — Давид Ильич Бутенев, получил ввозную грамоту на поместье в Деревской пятине (1625).

## Описание герба

#### Дворянский герб
Статский советник Леонтий Петрович Бутенев (1797–1852) представил во Временное Присутствие Герольдии родовой герб для внесения в Общий Гербовник (1843), но из-за невнесения необходимой платы, герб не был подан на Высочайшее утверждение.

#### Графский герб

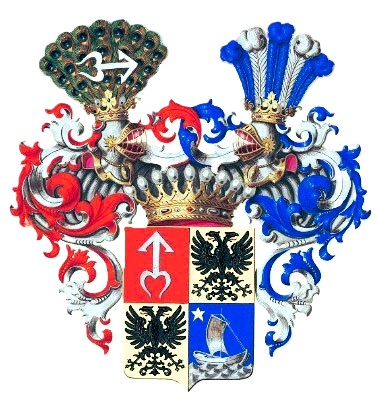
ОГ XVI, 8

Щит четверочастный. В первой червлёной части серебряная стрела с вилообразною нижнею оконечностью наподобие подковы, что польский герб Одровенж (Odrowuz) — родовой герб графов Хрептовичей. Во второй и третьей золотых частях чёрный двуглавый орёл с червлёными глазами и языками. В четвертой лазуревый — на серебряной воде серебряное парусное судно. В правом верхнем углу этой части золотая пятиконечная звезда. Над щитом графская корона и два графских шлема с дворянскими коронами. Нашлемники: первого шлема — павлиний хвост натурального цвета, на нём влево серебряная стрела с вилообразной нижней оконечностью. Второго — пять страусовых перьев: среднее и крайние — лазуревые, второе и четвёртое — серебряные. Намёт: справа червлёный, слева лазуревый, подложен серебром.
Герб графа Хрептовича-Бутенева внесён в Часть 16 Общего гербовника дворянских родов Всероссийской империи, стр. 8.

## Известные представители
- Бутеневы: Степан Фёдорович и Михаил Михайлович  — пожалованы поместьями в Московском уезде (02 октября 1550).
- Бутенев Михаил Дмитриевич — убит при взятие Казани († 02 октября 1552).
- Бутенев Сергий — инок Троице-Сергиевой лавры († 27 июля 1558).
- Бутенев Степан Романович — помещик Белёвского уезда (1616).
- Бутенев Анисим Степанович — жилец, получил ввозную грамоту на поместье отца и брата (1675).
- Бутенев Аристарх Анисимович — убит под Нарвою (1700).